# مخلاف الشوافي
مخلاف الشوافي أحد المخاليف اليمنية القديمة التي كان معمول بها في تسمية تقاسيم المناطق اليمنية قبل سيطرة العثمانيين على اليمن عام 1538 واحتلال بريطانيا لعدن عام 1839  وهو مخلاف مشهور حالياً ضمن مديرية إب ، يتكون من خمس عزل : عزلة شعب يافع ،عزلة ثوب ، عزلة بني محرم ، عزلة البحرين ، عزلة جبل معود .

## خلفية
كانت اليمن تقسم إلى العديد من المخاليف وبعد سيطرة العثمانيين على اليمن قسموها إلى 4 ألوية يقسم اللواء إلى عدة أقضية ونواحي ، وتغيرت الألوية بعد العهد الجمهوري والوحدة إلى محافظات والنواحي إلى مديريات .